# Amakusanthura iberica
Amakusanthura iberica är en kräftdjursart som beskrevs av Reboreda och Johann-Wolfgang Wägele 1992. Amakusanthura iberica ingår i släktet Amakusanthura och familjen Anthuridae. Inga underarter finns listade i Catalogue of Life.